# Ионов, Сергей Петрович (учёный)
Сергей Петрович Ионов — российский физико-химик, доктор химических наук, профессор, заслуженный деятель науки РФ (2005).

## Биография
Родился 7 апреля 1937 г. в Нижнем Новгороде.
Окончил Горьковский государственный университет (1959) по специальности физико-химик, исследователь.
В 1960—1970 гг. аспирант, младший научный сотрудник, старший научный сотрудник ИОНХ. В 1965 г. защитил кандидатскую диссертацию на тему «Некоторые теоретические и структурные исследования кислородосодержащих соединений серы».
В 1970—1978 старший научный сотрудник ИНЭОС. В 1975 г. защитил докторскую диссертацию:
- Проблема взаимного влияния атомов в молекуле и механизмы перераспределения электронной и атомной плотности : диссертация … доктора химических наук : 01.04.17. — Москва, 1975. — 360 с.

В 1978—1985 гг. зав. лабораторией Института физиологически активных веществ (ИФАВ) АН СССР, одновременно по совместительству профессор кафедры биофизики МГУ (1978—1982).
В 1985—1990 гг. ведущий научный сотрудник ИАЭ АН СССР. С 1990 главный научный сотрудник Научно-технической лаборатории «Спектр» РАН.

## Сочинения
- Развитие концепции ароматичности : полиэдрические структуры / Н. Т. Кузнецов, С. П. Ионов, К. А. Солнцев; Российская акад. наук, Ин-т общ. и неорганической химии им. Н. С. Курнакова. — Москва : Наука, 2009. — 484 с.; ISBN 978-5-02-035759-4

## Почётные звания
- Заслуженный деятель науки РФ (2005).